# Río Tercero (ciudad)
Río Tercero es una ciudad de Argentina situada en el centro de la provincia de Córdoba, en el departamento Tercero Arriba, a orillas del río Tercero o Ctalamochita y en la penillanura que señala la transición entre la región Pampeana y las Sierras de Córdoba. Está a 96 km de Córdoba capital, a 35 km al este de la Ciudad de Embalse, y a 386 m s. n. m.
Cuenta con una población de 53 166 habitantes (Indec, 2022), por lo que constituye la 7° ciudad de la provincia.
Fundada el 9 de septiembre de 1913, en un proyecto de Don Modesto Acuña, Río Tercero se encuentra en una zona de gran importancia agrícola y ganadera, fundamentalmente productora de maní y soja. Se destaca en la historia de la ciudad como columna vertebral de su desarrollo la Fábrica Militar Río Tercero (FMRT), la cual se vio afectada tanto su estructura como su producción en el atentado que ocasionó las explosiones que se dieron lugar el 3 de noviembre de 1995 pergeñado por el expresidente Carlos Saúl Menem. Junto a FMRT se destacan también Atanor y Petroquímica, dos enormes fábricas químicas ubicadas en un predio contiguo a Fabricaciones Militares. 
Cuenta entre algunas infraestructuras el 100 % de la red de agua y cloacas, 40% asfaltado de calles, 100% distribución eléctrica y 70 % red de gas natural.
Unos 35 km al oeste se encuentra la Ciudad de Embalse y la Central Nuclear Embalse, dependiente de la CNEA.
En el año 2017 la ciudad de Río Tercero fue declarada por una ley sancionada por el Congreso como la «Capital Nacional del Deportista». Los fundamentos que llevaron a decidir que Río Tercero sea la Capital Nacional del Deportista fueron por la gran cantidad de deportistas, en diferentes disciplinas, de la ciudad trascendieron en el país y el mundo.
La ciudad ha declarado el hermanamiento con la comuna italiana Carmagnola, (en castellano carmañola) desde el año 2008.

## Historia

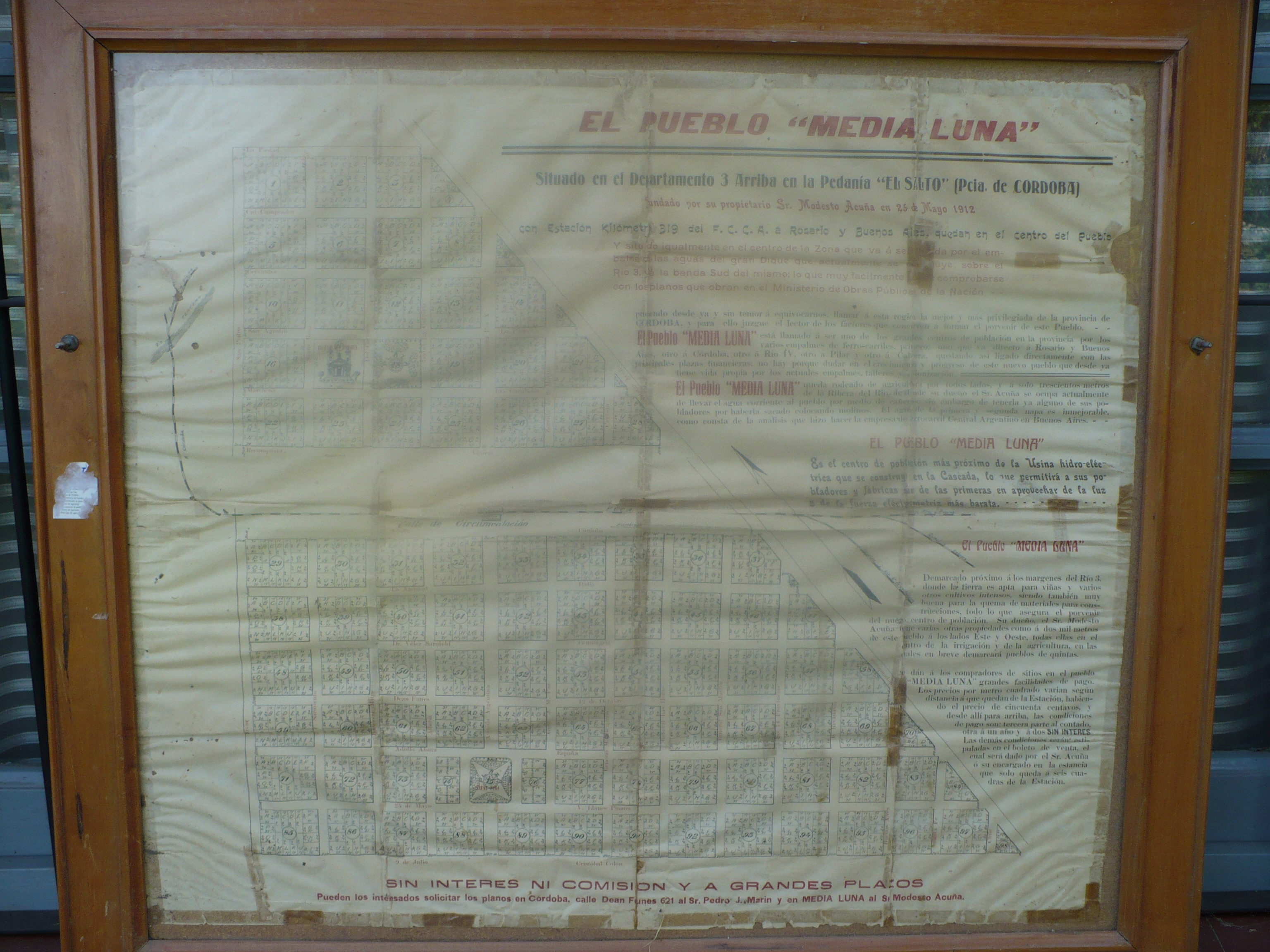
Primer plano conocido - Dice: fundada el 25 de mayo de 1912.

El origen del poblado original, se encuentra fuertemente vinculado al establecimiento de vías férreas de comunicación, caminos y luego ferrocarriles; y a la ocupación de la tierra con fines productivos.
Hacia 1880, los intentos de colonización oficial en tierras cordobesas no dieron en primera instancia los resultados esperados, por varias causas:
1.La ausencia de comunicaciones seguras, especialmente de líneas férreas.
2.La falta de empresarios colonizadores.
3. la escasa ayuda brindada a los agricultores que se iniciaban que no alcanzaban a cubrir sus necesidades.
4. la atracción que ejercían para los inmigrantes otras zonas de colonias como las de Santa Fe y Entre Ríos.
5. La situación mediterránea de la provincia. la carencia de tierra fiscal, dado que los gobiernos, enajenaron o regalaron enormes cantidades de tierras fértiles.
En 1873 se produce una marcada parcelación y venta de propiedades rurales y la instalación de nuevos dueños de los campos que se radicaron con el fin de comenzar a vivir y producir.
En 1914 se crea una nueva ley que establece el cobro de un impuesto agropecuario, que facilitó el fraccionamiento de las tierras que, hasta 1905, en la llanura cordobesa las propiedades de más de 5 mil hectáreas representaban el 77% de la extensión rural. Se fraccionaron así los grandes latifundios y se tendió a evitar la improductividad de la tierra.
En 1896, la ley provincial de colonización establece que los colonizadores deberán reservar cien hectáreas para villa y tener en cuenta en el trazado de la misma, manzanas rectangulares con costados de 100 o 150 m y obligatoriamente se debían reservar espacios para una plaza pública cada treinta urbanizadas y también espacios para la construcción de edificios públicos. Es bajo esta situación de contexto en la que se da la fundación de numerosos poblados, entre ellos Río Tercero.
Las tipologías de viviendas para la población rural de aquellos años, no variaban del rancho de paredes de adobe y techo de paja embarrada y en algunos casos de ladrillos. Asimismo los estancieros vivían en construcciones, que se destacaron por sus detalles de lujo para la época, realizados por constructores de las ciudades importantes incluso algunos del extranjero. Cabe destacar que uno de los peligros más notorios en la época, más allá de las sequías, los vientos y la plaga de langosta, eran el robo de ganado.
Tras la muerte de Eduviges Carmona, capataz de la estancia de Don Tristán Acuña, su hijo Modesto Acuña, se traslada a vivir a las mismas, para hacerse cargo en forma personal de las tierras que hasta ese momento (año 1889) se dedicaban a la ganadería. Más tarde se dedicaría también a la siembra de maíz y en menor medida de trigo.
En 1873, el Ferrocarril Andino habilitaba un tramo entre Villa María y Río Cuarto y apenas iniciado el 1900, se comenzó a trabajar sobre la idea de comunicar la zona de Rosario con la ciudad de Córdoba, pasando por la localidad de Cruz Alta y a la vez trazar una vía entre Río Cuarto y Córdoba. El futuro trazado pasaría por las cercanías de la Estancia de la Media Luna, en la que vivía su propietario Modesto Acuña. Fue él mismo, quien donó parte de sus tierras para convencer a los empresarios ingleses para que la línea pasara por su campo.
En 1910 se comenzó el tramo de Cruz Alta (límite con Santa Fe) hasta Río Tercero. En 1913 se crea la Estación Modesto Acuña, en donde descargaban trenes que se proveían de agua, se hacía mantenimiento, se cargaban mercancías y pasajeros. La ciudad de Río Tercero, tuvo un origen fundacional fuertemente vinculado con la llegada del Ferrocarril y es este nuevo elemento urbano el que definió tanto la estructura, el paisaje y la función del pequeño poblado de principios del siglo XX. A partir de su instalación, el ferrocarril se posiciona como el primer motor de desarrollo económico y poblacional.
Más tarde, en 1913 con la firma del Gobernador Cárcano, se aprueba oficialmente mediante el decreto 1184/13, los planos de referencia presentados por Don Modesto Acuña para la fundación del pueblo de Modesto Acuña en terrenos de su propiedad. En 1918 la estación cambiaba de nombre y luego la comunidad, pasando a llamarse ambas «Río Tercero», denominación que permaneció para siempre.
Desde su fundación hasta la instalación de la Fábrica Militar Río Tercero pasaron veintiséis años y gracias al espíritu y el esfuerzo de los primeros pobladores se desarrollaban las actividades más destacadas que marcaban el pulso de la pequeña aldea: ferroviarios, comerciantes, hoteleros, boticarios, constructores, peones rurales, etc. También en esta época crecieron los primeros establecimientos educativos, clubes, la primera escuela “la fiscal” y la Biblioteca Popular ferroviaria, en la década del `10.
En la década del `20, tanto los inmigrantes españoles como los italianos crean instituciones, generándose así los primeros espacios de baile del pueblo; a partir de esto comienzan a aparecer los primeros grupos de teatro vocacional. También se crea la primera Parroquia.
En 1925, la localidad pasa a ser Municipio y se inician nuevas obras vinculadas con la generación de espacios recreativos al aire libre, como el Balneario Municipal y el Parque Infantil. Al mismo tiempo comienzan a especializarse más los servicios hoteleros, teniendo en cuenta el gran movimiento generado por el ferrocarril. Los mismos se ubicaron por calle Acuña, paralela a las vías y frente a la Estación Ferroviaria.
Uno de los hitos históricos más destacados de los años treinta, fue la apertura de la Cooperativa de Obras y Servicios Públicos de Río Tercero, ente que se desempeña hasta la actualidad y que genera obras de infraestructura pública de importancia como alumbrado público y la red de agua potable. Asimismo, se crea la caja de créditos de la Cooperativa, entre otras acciones de importancia.  Esta institución tuvo una acción destacada dentro de la historia de Río Tercero.
Sin lugar a dudas, el hecho histórico que signó el futuro del poblado fue la instalación, a fin del `30, de la Fábrica Militar de Munición y Artillería, denominada más tarde como Fábrica Militar Río Tercero. En 1938, se coloca la piedra fundamental de una empresa estatal que, al instalarse en la ciudad, cambiará para siempre su perfil económico, demográfico, social y cultural: la Fábrica Militar Río Tercero. Montada sobre terrenos donados por la pareja Acuña - Marín Maroto, la empresa se dedica en primera instancia a la fabricación de armamento militar y más tarde se diversifica hacia la industria metalmecánica y química.
Este perfil industrial se consolida con la instalación de nuevas empresas como Atanor S.A., Petroquímica S.A. y una red de Pymes vinculadas al sector.

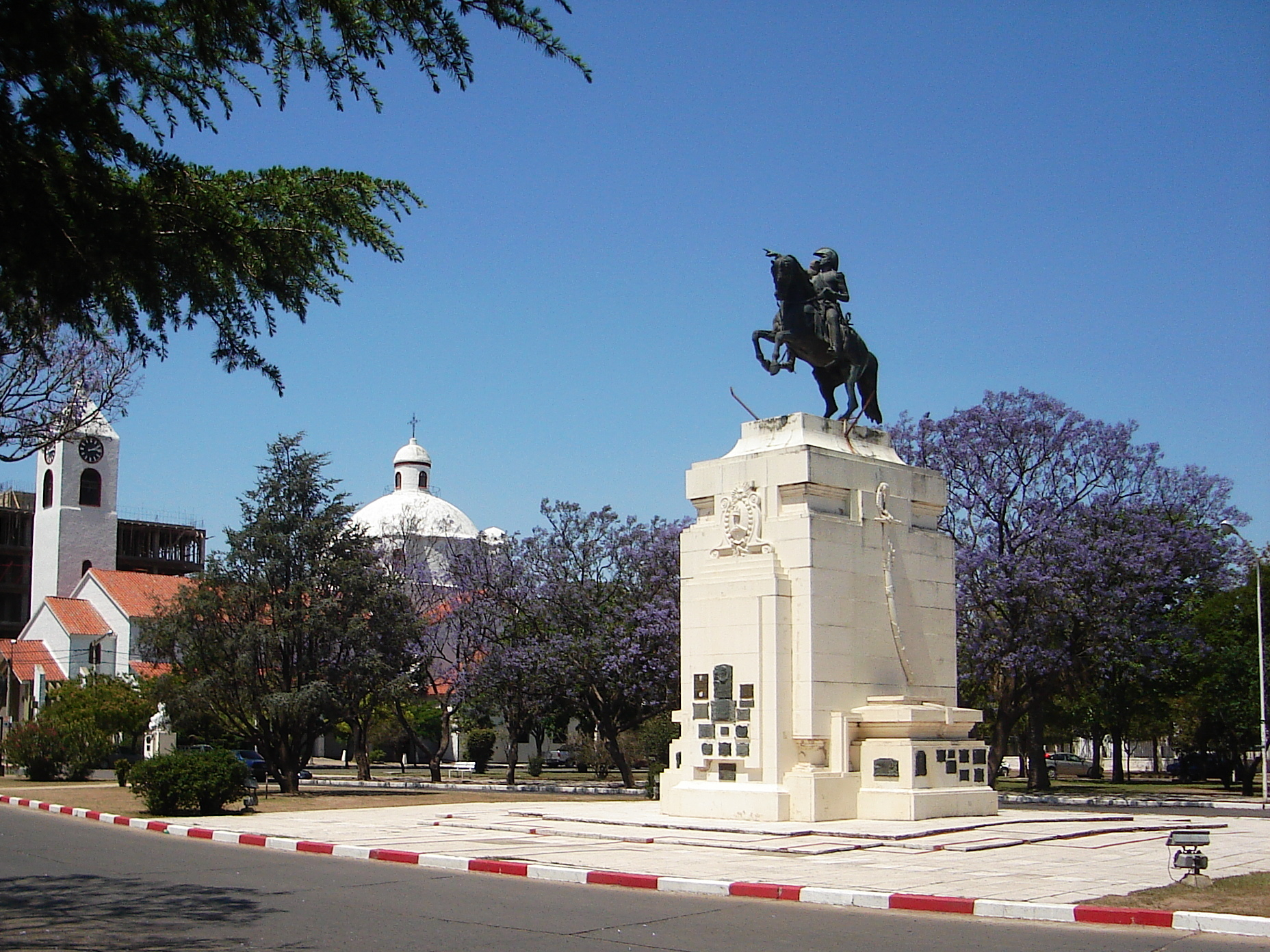
Plaza San Martín y Parroquia Nuestra Señora de Lourdes.

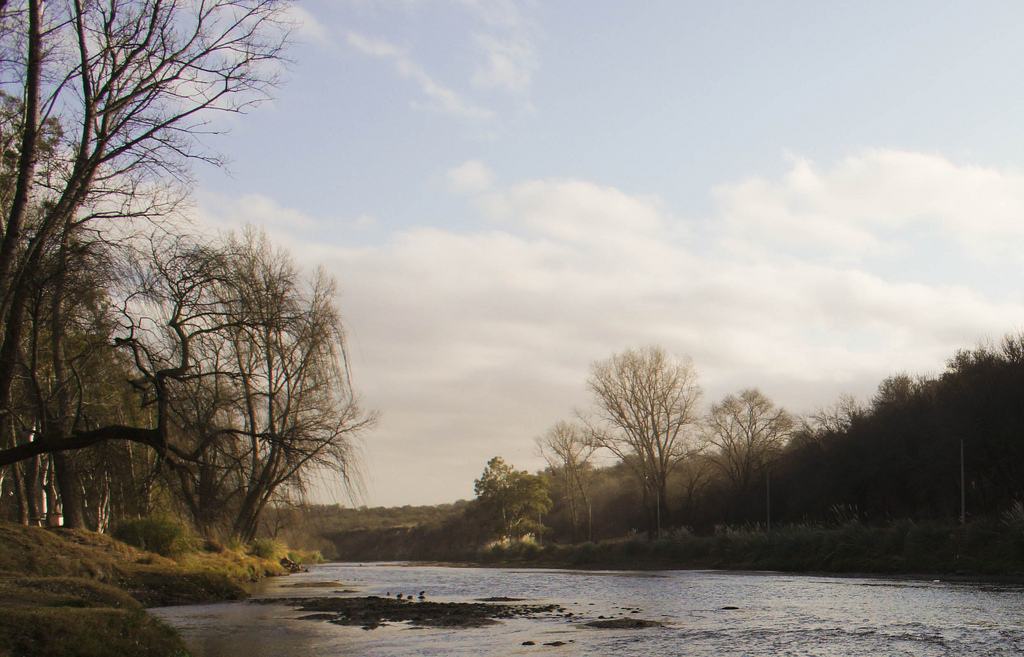
Vista del balneario municipal

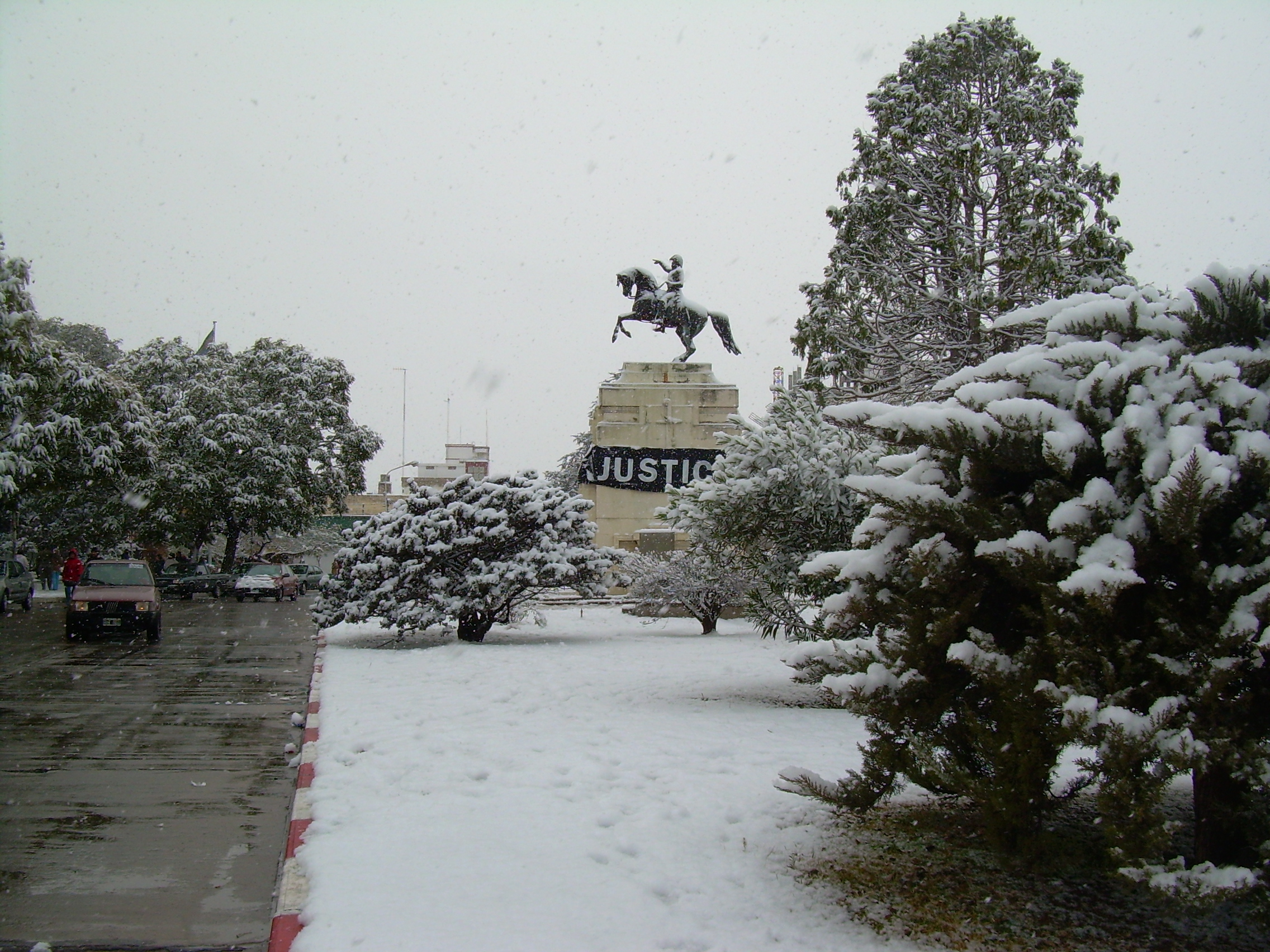
Nevada julio de 2007.

- 25 de octubre de 1915, a los 62 años, Modesto Acuña fallece tras un paro cardíaco. Su yerno, Pedro Marín Maroto continúa con el proyecto de urbanización de Río Tercero, hasta que fallece en Buenos Aires el 10 de octubre de 1944, también a causa de un paro cardíaco.

### Explosiones de 1995
El 3 de noviembre de 1995 se producen en la Fábrica Militar de Río Tercero (Provincia de Córdoba, Argentina) una serie de potentes explosiones que producen un desastre criminal. Siete personas muertas y más de trescientas heridas; decenas de casas quedan en ruinas y otros cientos son seriamente dañadas; la ciudad queda regada de esquirlas y municiones de guerra. Estos hechos están vinculados con la venta de armas a Ecuador y Croacia. A partir de allí se inició la causa penal y numerosas causas civiles.

### Bandera
El 18 de junio de 2010 se presentó oficialmente la bandera de la ciudad. El emblema fue creado por Pedro Figueroa, ganador del concurso «Una Bandera para Río Tercero» impulsado por la Secretaría de Desarrollo Humano y organizado por el Municipio. Su autor, explicó que las cinco estrellas blancas provienen del escudo de la ciudad, la mayor de ellas es la tercera si se mira de derecha a izquierda y de izquierda a derecha, la que simboliza el tercer río «Ctalamochita», el más importante para los riotercerenses. La franja blanca con el declive simboliza también el río y el trazo de su cauce.

## Población

#### Historia poblacional
En 1940, Río Tercero tenía 3500 habitantes. Era el momento de la radicación de la estatal Fábrica Militar. Una década después, en 1950, la población se había cuadriplicado, mostrando 14 mil personas; en 1960, 18 500; en 1970, 21 907; y otro salto demográfico importante se producía en los '70, cuando el relevamiento poblacional mostraba que Río Tercero tenía, una década después, en 1980, 34 745 personas. El último incremento demográfico significativo, sería en los 10 años siguientes, llegando a los 42 657 habitantes en 1990.  
De la mano de la radicación de Fábrica Militar, que empezó a construirse en 1938 e inició su producción en 1943. Esa radicación generó una explosión demográfica, por muchos años. Hizo que miles de familias llegaran a trabajar en la misma, en establecimientos satélites, comercios o servicios. Río Tercero en una década duplicaba su población. Río Tercero ya se acostumbraba a ser noticia en el país por encabezar los niveles de crecimiento poblacional, en tiempos en que llegaba gente de diferentes localidades y provincias a radicarse, generando una idiosincrasia especial en la ciudad, que hace que hoy cada habitante pueda contar de qué pueblo del país llegó su padre o abuelo.
La llegada de Atanor, otra gran fábrica, y en los ochenta, Petroquímica, a lo que se sumaba la instalación en Embalse de la Central Nuclear, hacía que se convirtiera en una de las ciudades más habitadas de Córdoba, llegando a ser, entre los setenta y los ochenta, según los censos nacionales, la quinta comunidad de la provincia.
Cientos de familias llegaban a Río Tercero, en donde se asentaban definitivamente. A ello se sumaba la colonia rural. La comunidad, mostraba varios perfiles productivos y económicos, algo que se presentaba como atractivo para quienes deseaban prosperar. 
Con la llegada del ferrocarril, de un caserío había pasado a ser un pueblo, y con la Fábrica Militar, de un pueblo pasaba a ser una ciudad.

### Asentamientos indígenas
La zona donde se ubica hoy la ciudad de Río Tercero fue un sitio de límites: hasta allí llegaban los Sanavirones (desde el Norte), los Comechingones (desde la zona serrana, al oeste) y los Pampa (que ocupaban preferentemente los llanos de la zona sur de la provincia). Esta región de Río Tercero Córdoba se puede considerar un lugar donde la estancia de aborígenes pudo permanecer a pesar de los diversos conflictos que el proceso de colonización y conquista trae consigo, debido a que al momento en que se funda la ciudad de Córdoba, en el año de 1573, se había solicitado por parte de Jerónimo Luis de Cabrera, un censo que abarcara a la población nativa.
Cabe destacar que este proceso estadístico solo pudo limitarse a los sectores geográficos más accesibles, arrojando como resultado cerca de 30 mil habitantes en al menos 600 pueblos, sin embargo, se calculan que los mismos fueran aproximadamente 50 mil.
La zona ocupada por los Comechingones es la que actualmente ocupa la ciudad, era un pueblo agroalfarero, que vivían en grupos familiares de menos de 50 personas, con un jefe de grupo; y en viviendas semi-enterradas de una profundidad de 1 metro y con paredes de piedra y techos de paja. Se han registrado por lo menos 90 yacimientos a los alrededores de la ciudad. Uno de los yacimientos más importantes localizados en el actual ejido urbano, se encuentra dentro del predio de Fábrica Militar Río Tercero.
La primera cultura en desaparecer de esta región fue la comechingona, al punto de que luego de 50 años, los colonizadores desconocieran la presencia del idioma nativo en la ciudad. Otros aseguran que para 1620 y 1770 ya no existía población aborigen en la región.

### Censor Provincial de 2008
El censo Provincial de 2008 registró 46 167 pobladores, por lo que es la séptima ciudad de la provincia. Aunque se encuentra en una zona bastante conurbada junto con las ciudades de Embalse y de Almafuerte, lo que representa un total de unos 103 000 habitantes en 70 km²
Se registraron un total de 16 234 viviendas (3,2 habitantes por vivienda) y un crecimiento poblacional del 3,5 %. Tras la comparación de los resultados censales en los últimos 40 años, se deduce que en las últimas dos décadas la ciudad ha sufrido un muy importante descenso de la tasa. Río Tercero concentra el 43% del total de la población de Tercero Arriba. En diciembre de 2008, la estimación en cuanto a la distribución de la población de la ciudad respecto al género, indicaba que un 51,6 % está compuesta por mujeres y el restante 48,4 % por hombres. A su vez, al analizar la distribución por grandes grupos etarios se advierta que la mayor participación en la población está compuesta por habitantes preadolescentes y adolescentes, es decir, entre 10 y 19 años. El grupo que le sigue son los jóvenes entre 20 y 29 años, con una participación de casi el 18 % del total. El resto de los grupos contienen aproximadamente 10% de la población. En el año 2008 se observa un importante ascenso de la cantidad de nacimientos, por lo que marca el crecimiento vegetativo más alto en los últimos 5 años: hubo 546 defunciones y 846 nacimientos, lo que deja un Crecimiento Natural de la población de 300 habitantes. Río Tercero tiene una tasa de natalidad del 18 %, y de mortalidad de 11,62 %, siendo el grupo de personas entre 81 y 90 años los más afectados (36,12 %). Las principales causas de muertes son: patologías cardiovasculares (insuficiencia cardíaca aguda, valvulopatía), patologías oncológicas (cáncer de esófago, próstata, pulmón y mama), patologías respiratorias (neumonía) y otros (demencia senil, alcoholismo severo). El suicidio representa la causa del 0,8 % de las defunciones totales.

### Censo Nacional de 2010
Cuenta con 53 166 habitantes (Indec, 2022), lo que representa un incremento del 12% frente a los 46 800 habitantes (Indec, 2010) del censo anterior.
| Gráfica de evolución demográfica de Río Tercero entre 1940 y 2022 |
|                                                                   |
| Fuente: Censos nacionales del INDEC                               |

### Censo Nacional de 2022
Según el último censo nacional realizado (Indec, 2022) la ciudad cuenta con 53 166 habitantes, lo que significa un incremento del 13.6 %, frente a los 46 800 habitantes registrados por el anterior censo (Indec, 2010).
El mismo censo muestran que Río Tercero concentra el 44 % de la población de todo el departamento Tercero Arriba. 

## Economía

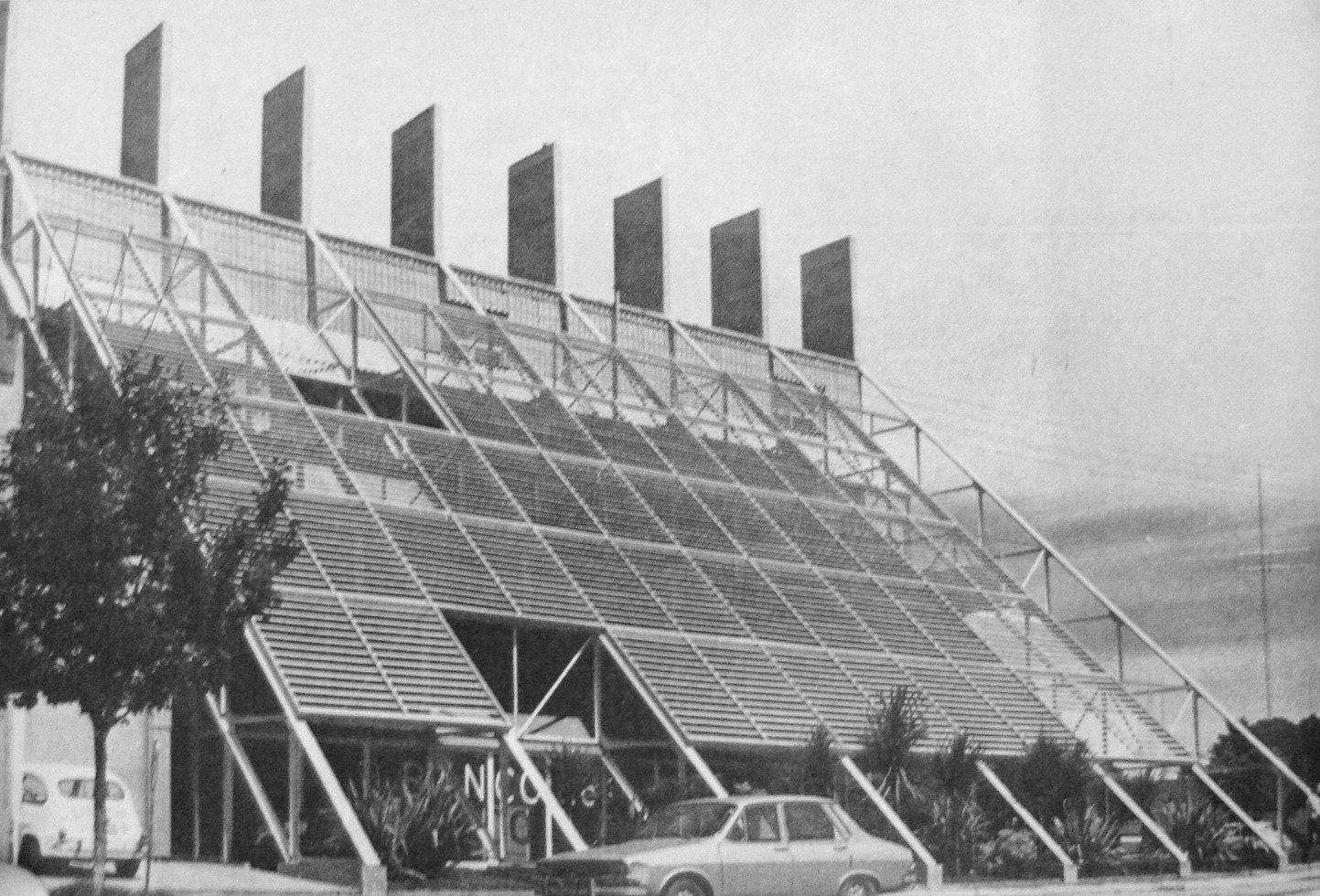
Sucursal del Banco de Córdoba, obra del arquitecto Miguel Ángel Roca (1977)

La estatal Fábrica Militar en su división Química, Atanor y Petroquímica Río Tercero, son las firmas más importantes que le otorgan un neto perfil fabril. Río Tercero es uno de los polos fabriles químicos más importantes del país. Y posee pequeñas y medianas empresas dedicadas a diferentes actividades industriales. Además es el centro comercial de una amplia región. Una decena de firmas, dedicadas a la actividad industrial, movilizan en gran parte, desde hace décadas, a la economía riotercerense. La actividad metalmecánica, también es fundamental. En otros tiempos, la Fábrica Militar Río Tercero, era un verdadero motor en ese sentido, y tras el achicamiento de los ’90, aguarda recuperar sus niveles de producción. Hay pequeñas y medianas industrias que generan una importante mano de obra, tal es el caso de aquellas dedicadas a la fabricación de implementos agrícolas, o firmas más grandes, enfocadas a otros rubros como una internacional, dedicada a la elaboración de elementos para la extracción de petróleo, u otra, nacida y establecida en esta ciudad, con proyección internacional que fabrica hidroelevadores reconocidos mundialmente. La industria del cuero también tiene su lugar en la economía local, como así también la alimenticia. El rubro servicios, posee una incidencia importante, al igual que el comercio, que genera la mayor cantidad de puestos laborales. El campo, mientras tanto, es uno de los caminos por donde circula la economía riotercerense. La soja es el cultivo predominante y existen otros alternativos, como el maíz o el sorgo, y el trigo en el invierno.

### Turismo

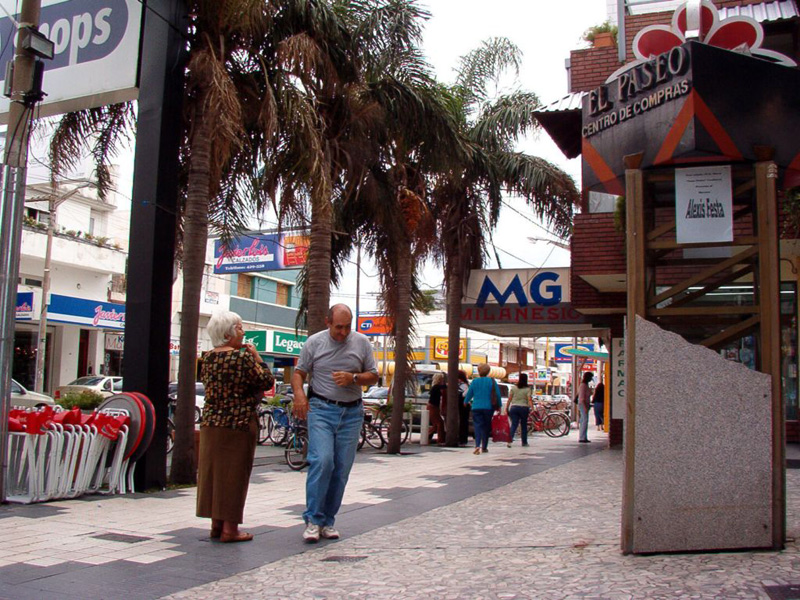
Centro comercial "El Paseo".

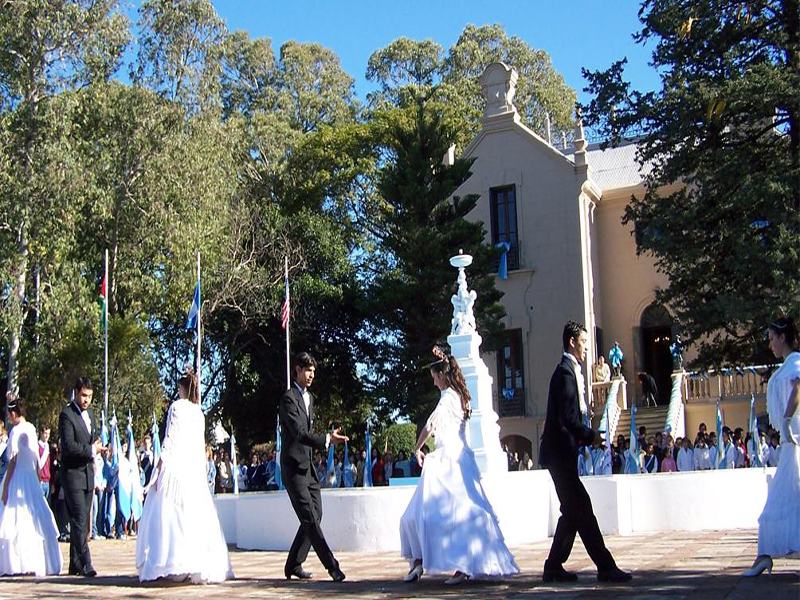
Casa de la Cultura.

Río Tercero cuenta con un diversificado centro comercial, (El paseo) en el que además de hacer compras, el visitante puede disfrutar de una gastronomía de excelencia y entretenimiento, a través de sus restaurantes, confiterías, pubs, discos y cine, la ciudad ha generado una oferta permanente diurna y nocturna.
La cultura se expone a través de sus paseos urbanos de valor histórico simbólico: como el circuito cívico y el circuito fundacional; de sus museos: el Museo Regional Florentino Ameghino, el Museo Estafeta Postal Lastenia de Maldonado y el Museo Deportivo de José María "Pechito" López ; y de sus espacios de expresión cultural. El teatro, la danza, las artes plásticas, la música y las letras, son palabras mayores en la ciudad que desde siempre fue cuna de grandes artistas. 
Su posta religiosa es la iglesia Nuestra señora de Lourdes
El Balneario Municipal, con su arboleda y paisaje natural, se extiende sobre la margen del Río Catalamochita, ofreciendo servicios de sanitarios, campin y alimentación.
Río Tercero tiene  una variada cantidad de eventos vinculados con las raíces tradicionales y con el deporte, que se distribuyen en un calendario a lo largo de todo el año. Entre los más destacados, cabe mencionar el Rally Provincial de Río Tercero (marzo), y el Festival de Jineteada y Folclore que se realiza en el Balneario Municipal (enero).

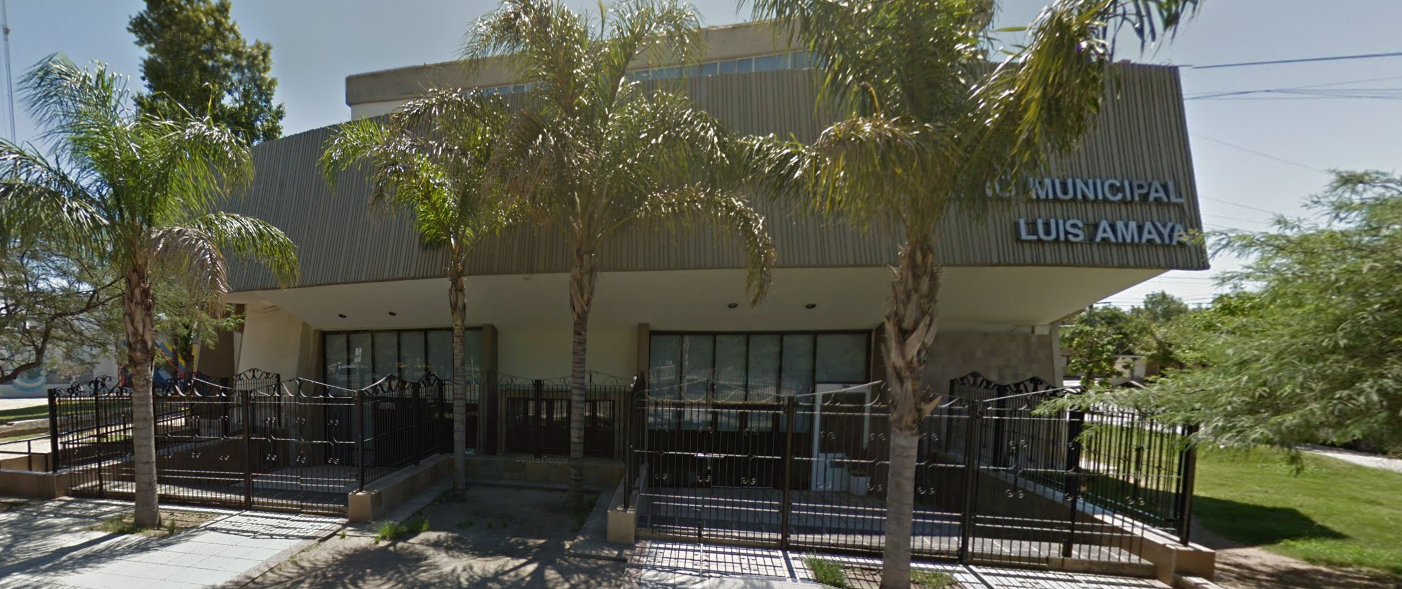
Anfiteatro Luis Amaya

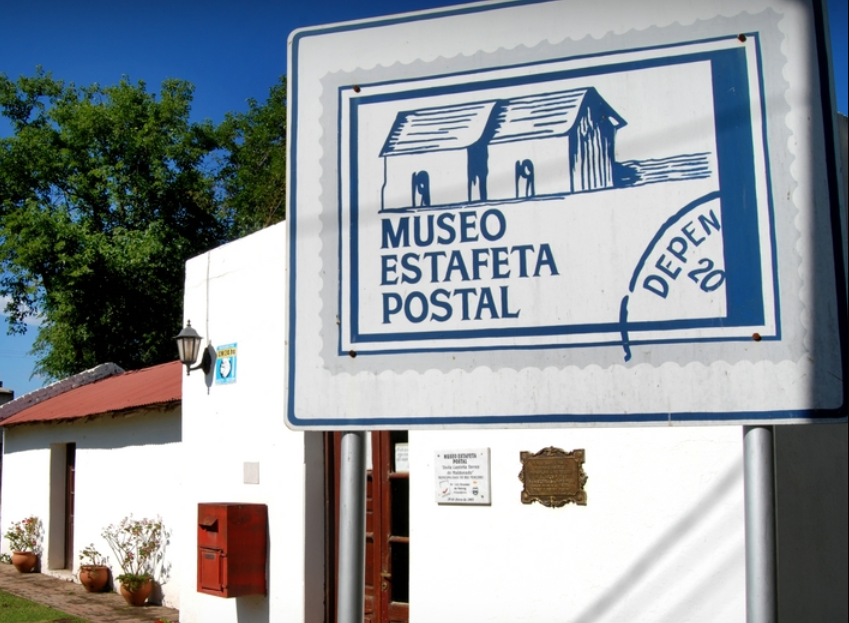
Estafeta postal Rio Tercero

Finalmente, Río Tercero ofrece servicios: salud, comunicaciones, bancos, cajeros automáticos. Instalaciones deportivas, infraestructura para espectáculos culturales y para formación académica. Hotelería, guías turísticos especializados, etc.
Desde Buenos Aires y Santa Fe, se puede acceder a Río Tercero por Ruta Provincial 6; y desde la región turística de Calamuchita, se accede desde Ruta Provincial n.º 5 partiendo de la Ciudad de Embalse y tomando la Nacional 36 al sur de dicha ciudad, atravesando la localidad de Almafuerte, y tomando nuevamente la Ruta Provincial 6 desde el oeste de la ciudad.

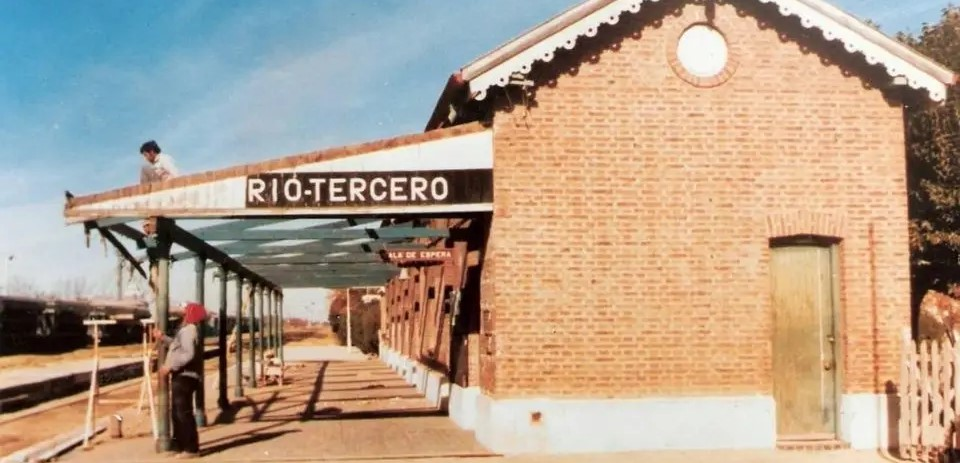
Estación de Trenes de Rio Tercero

## Árbol Histórico
El árbol histórico fue declarado como tal por ordenanza municipal 645/75, el 26 de agosto de 1975. los técnicos en Espacios Verdes del municipio calculan que tiene unos 400 años. Se encuentra entre las calles Esperanza y Urquiza. En 1915 Manuel Doroteo Castagnino construye junto al exuberante algarrobo la casa que actualmente es propiedad de Doña Juana Rodríguez de Natali desde el año 1956. Una tormenta eléctrica en el verano de 1955 rompe un brazo largo que cruzaba la calle Esperanza y también aguantó en noviembre de 1999 el ciclón. A este algarrobo, la leyenda le atribuye que en su sombra descansó el general José María Paz cuando, en 1829, cuando el caudillo cordobés pasó por esta zona en busca de las tropas del riojano Facundo Quiroga, a quien luego enfrentó en la batalla de La Tablada. No hay forma de demostrar ese dato, aunque es cierto que ese árbol existía, junto a muchos más que desaparecieron, desde antes de 1829, y que es probable que en alguno haya descansado Paz y su gente en su paso por esta zona.

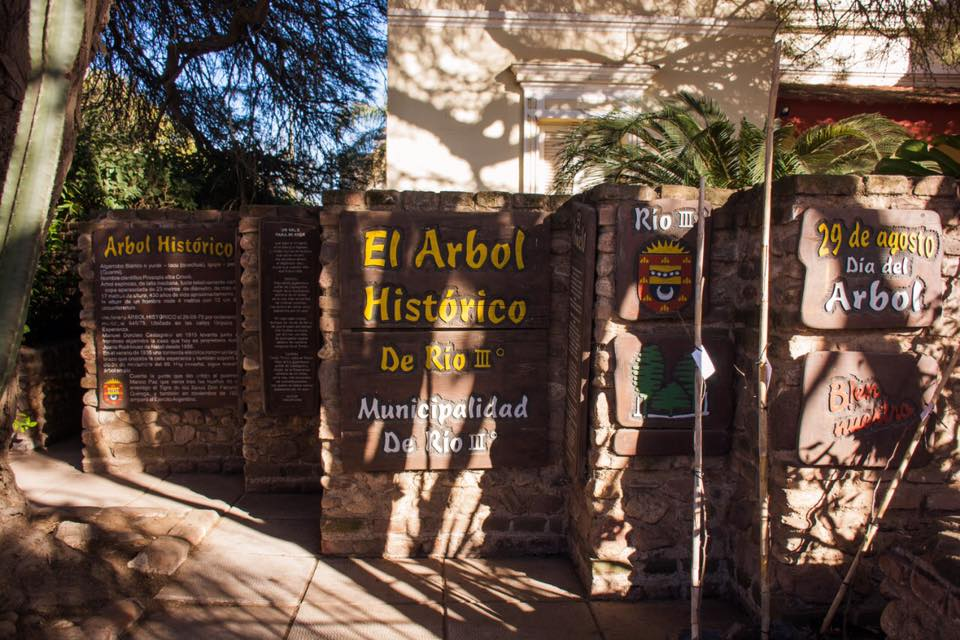
Árbol Histórico Rio Tercero

## Geografía

### Clima
La temperatura media anual es de 16,6 °C
- T máxima media anual: 24,7
- T mínima media anual: 9,5

- T máxima media: 30,3 (enero)
- T máxima absoluta: 44,0
- T mínima media: 2,6
- T mínima absoluta: -9,3
- T amplitud media mensual: 13,1 (enero); 14,0 (julio)
- Humedad relativa promedio anual: 67 %

Tiene un clima, dentro de la región semiárida de la República Argentina. Los inviernos son benignos, con veranos suficientemente largos y cálidos, y primaveras húmedas. La temperatura media anual es de 16,6 °C.
Las precipitaciones medias oscilan alrededor de 700 mm anuales, siendo su ciclo de octubre a marzo principalmente, registrando máximas caídas en veinticuatro horas hasta 200 mm, con un promedio de ochenta días de lluvias al año. La dirección predominante de los vientos es del norte y del sur en ambos sentidos. La humedad relativa media anual en el área es aproximadamente de 58 %.

## Intendentes
| Año  | Nombre                                      |
| ---- | ------------------------------------------- |
| 1924 | Francisco de Buono                          |
| 1925 | Francisco de Buono                          |
| 1929 | Silvio Gigli                                |
| 1930 | L. Humber                                   |
| 1930 | Clodomiro Bo                                |
| 1932 | Victorio Abrile                             |
| 1936 | Rafael Damicelli                            |
| 1936 | Victorio Abrile                             |
| 1940 | Justo M. Magnasco                           |
| 1943 | Justo M. Magnasco                           |
| 1946 | Ventura Díaz                                |
| 1947 | José Imberti                                |
| 1947 | Próspero Batz                               |
| 1948 | Nicolás Jacobo                              |
| 1948 | Victorio Abrile                             |
| 1948 | José M. García Muiño                        |
| 1950 | Juan F. Cabero Martínez                     |
| 1950 | José M. García Muiño                        |
| 1951 | Julio Cuenya Quinteros                      |
| 1952 | Jorge Boretto                               |
| 1955 | Tristán Acuña                               |
| 1957 | Enrique Ferrer                              |
| 1958 | Ramón D. González                           |
| 1960 | Ramón D. González                           |
| 1962 | Gaspar Menzio                               |
| 1962 | Juan Carlos Berot                           |
| 1963 | Florentino Aliciardi Francisco Blas Bonzano |
| 1966 | Pedro Ramón Carranza                        |
| 1970 | Ramón D. González                           |
| 1973 | Florencio J. Ferrero                        |
| 1976 | Rodolfo Armano                              |
| 1976 | Jorge Raptópulos                            |
| 1979 | Juan Carlos Zicovich                        |
| 1983 | Osvaldo Russo                               |
| 1983 | Omar Sánchez                                |
| 1987 | Abel Bossa                                  |
| 1991 | Carlos H. Rojo                              |
| 1995 | Carlos H. Rojo                              |
| 1999 | Carlos H. Rojo                              |
| 2003 | Luis Alberto Brouwer de Koning              |
| 2007 | Luis Alberto Brouwer de Koning              |
| 2011 | Alberto C. Martino                          |
| 2015 | Alberto C. Martino                          |
| 2019 | Marcos Ferrer                               |
| 2023 | Marcos Ferrer                               |

## Asociación de Bomberos Voluntarios
El 7 de junio de 1965, por inquietud del Club de Leones se llevó a cabo una reunión en la Municipalidad con la finalidad de promover y concretar la formación de la Sociedad de Bomberos Voluntarios de Río Tercero. En aquella oportunidad estuvieron presentes el Intendente Municipal Escribano Francisco A. B. Bonzano, miembros del Club de Leones, miembros del Rotary Club, miembros de la Cámara Junior, más representantes de Fábrica Militar de Río Tercero. Para la construcción de nuestra Asociación se tomó como ejemplo la entidad hermana de Villa María.
En aquella reunión se estimó conveniente y necesario que los miembros de esta Institución fueran los comerciantes e industriales de Río Tercero. Y es por ello que los representantes del Centro Comercial e Industrial tomaron como suyo el problema y se encargaron de integrar con sus asociados la Comisión de Administración y Dirección del cuerpo de Bomberos. Y fue entonces que los representantes del Centro Comercial e Industrial convocaron a una asamblea para el 30 de julio de 1965. En esta reunión se formó una comisión provisoria que integraron: Antonio Escobar y Juan Torres Castagno del Rotary Club; Don Ángel Maqueda y Miguel A. Giaquinto del Club de Leones y Don Italo Blengino y José María Caggia de la Cámara Júnior.

## Riotercerenses destacados
"Piojo" López: exjugador de Valencia y Selección Argentina de Fútbol Masculino
"Pechito" López: piloto de automovilismo
Catalina Primo: jugadora de Club Atlético River Plate y Selección Argentina de Fútbol Femenino
Pablo Prigioni: basquetbolista reconocido internacionalmente y medallista de oro con la Selección Argentina de Básquetbol.

## Carta Orgánica
El 15 de junio de 2007 dio comienzo la Convención Constituyente Municipal, que fue la encargada de redactar la Carta Orgánica Municipal de la Ciudad de Río Tercero, la cual fue sancionada el 18 de octubre de 2007.
Los 20 convencionales constituyentes elegidos por el voto popular que participaron en la redacción, fueron:
- Sánchez, Omar
- Mattar, María Alejandra
- Mengo Becil, Yamil Alejandro
- Vilariño, Alberto
- Lescano, Carlos Luis
- González, Mariana Alejandra
- Jovine, Adriana Cristina
- Dagorret, Justo Federico
- Cucui, Roberto Juan
- Carra, Diana Esther
- Rocchietti, Julio César
- Martino, Jorge Alberto
- Marín, Alberto Fernando
- Marocco, Alicia Beatriz
- Brouwer de Koning, Gabriela Virginia
- Llanos Castellano, Marcelo
- Martínez Gómez, Andrea Isabel del Rosario, remplazada por Atilio Díaz
- Picabea, José Ángel reemplazado por Lucio Facundo Prado
- Felizia Meteña, Rita Isabel
- Astesano, Armando

## Barrios
Barrios reconocidos oficialmente:
•Teniente Nivoli
- 20 de Junio
- Acuña
- Aeronáutico
- Atanor
- Barrancas del Río
- Belgrano
- Bonayre
- Cabero
- Castagnino
- Centro
- Cerino
- El Libertador
- El Portal
- Escuela
- Espinillos
- Héroes de Malvinas
- Intendente Ferrero
- Intendente Magnasco
- Las Flores
- La Justina
- Las Violetas
- Media Luna
- Mitre
- Monte Grande
- Norte
- Panamericano
- Parque Monte Grande
- Pedro Marín Marotto
- San Miguel
- Sarmiento
- Sur
- Tres Cerros (Barrio cerrado)
- Tribunales I
- Tribunales II
- Tribunales III
- Villa Elisa
- Villa Madre Javier
- Villa Zoila

## Parroquias de la Iglesia católica en Río Tercero
| Diócesis   | Villa María                                                                                   |
| ---------- | --------------------------------------------------------------------------------------------- |
| Parroquias | Cristo Rey, Nuestra Señora de la Merced, Nuestra Señora de Lourdes, Nuestra Señora del Carmen |

## Medios de comunicación
Repetidora de Teleocho (Córdoba)
La emisora cordobesa Teleocho (actualmente Telefe Córdoba) tiene una repetidora en Rio Tercero en la señal 36.

### Televisión
- Canal Local (Cooperativa de Obras y Servicios Públicos Limitada de Río Tercero).

### Televisión por Aire
La antena transmisora de Televisión Digital Terrestre (TDA), de los canales digitales SD y HD (del canal 22 al 25), se encuentra al norte de la ciudad, en la ruta camino a Corralito).
La antena transmisora de Televisión Analógica (del canal 32 al 43), se encuentra al sur de la ciudad, cerca del barrio La Justina.
Para recibir las señales de TV se recomienda utilizar una antena exterior.
| Canal | Nombre           | Tipo de Señal |
| ----- | ---------------- | ------------- |
| 22.1  | Encuentro        | Digital SD    |
| 22.2  | Paka Paka        | Digital SD    |
| 22.3  | Mirador          | Digital SD    |
| 22.4  | CINE.AR          | Digital SD    |
| 22.5  | TecTV            | Digital SD    |
| 23.1  | TV Pública HD    | Digital HD    |
| 23.2  | Construir        | Digital SD    |
| 24.1  | DeporTV HD       | Digital HD    |
| 24.2  | Canal 26         | Digital SD    |
| 24.3  | France 24        | Digital SD    |
| 24.4  | Crónica TV       | Digital SD    |
| 24.5  | IP               | Digital SD    |
| 25.1  | CN23             | Digital SD    |
| 25.3  | La Nación +      | Digital SD    |
| 25.4  | teleSur          | Digital SD    |
| 25.5  | RT Rusia Today   | Digital SD    |
| 32    | TV Pública       | Analógica     |
| 34    | Canal 26         | Analógica     |
| 36    | Telefe Córdoba   | Analógica     |
| 38    | Canal 10 Córdoba | Analógica     |
| 43    | Canal 12 Córdoba | Analógica     |

### Radio en AMenOnda Media
- LV26 Radio Río Tercero AM 1430.

### Radios en FM
| Frecuencia | Nombre identificador                                         | Estilo                         | RDS      |
| ---------- | ------------------------------------------------------------ | ------------------------------ | -------- |
| 89.1       | Depor3                                                       | Deportiva/informativa          |          |
| 89.3       | FM --                                                        | Evangélica                     |          |
| 89.7       | Cadena Head                                                  | Repetidora/variedad            |          |
| 90.1       | 90 Radio                                                     | Repetidora/variedad            | 90Radio  |
| 90.5       | Quality                                                      | Repetidora                     | Quality  |
| 91.1       | Frecuencia Reservada Municipalidad Rio3 (Enacom)             | .                              |          |
| 91.3       | Universo FM / Los 40 (Argentina) Los 40 Rio Tercero          | Repetidora                     |          |
| 91.5       | Radio Escolar La Ruidosa Ipet 98 (Luis de Tejeda)            | Musical/informativa            |          |
| 92.3       | Mestiza Rock                                                 | Rock Nacional                  |          |
| 92.9       | Cadena del Altísimo                                          | Evangélica                     |          |
| 93.1       | Radio Escolar La Voz de los Jóvenes ex(ENET Nº1 Gral. Savio) | Musical/informativa            |          |
| 93.9       | Slow                                                         | De Formula/Musical             |          |
| 94.5       | FM Libra                                                     | De Formula/Musical             |          |
| 95.7       | FM Libertad                                                  | Evangélica                     |          |
| 96.3       | FM Zoe                                                       | Evangélica                     |          |
| 96.7       | La Popu                                                      | Tropical                       |          |
| 97.5       | Estación Urbana (Radio Urbana)                               | Musical/informativa            |          |
| 98.1       | Rockandrolla (Repetidora)                                    | Rock/Repetidora                |          |
| 99.1       | Sion                                                         | Evangélica                     |          |
| 100.3      | Energi                                                       | De Formula/Musical             |          |
| 100.7      | Zoila Radio (Repetidora) Radio Rivadavia Bs.As.              | Repetidora                     |          |
| 101.1      | FM Mi Tierra                                                 | Folclore Argentino/informativa |          |
| 101.5      | Radio FIESTA                                                 | Retro/Electrónica/Rock         | FIESTAFM |
| 101.9      | Cadena26 (Repetidora) LV26 AM 1430                           | Musical/informativa            |          |
| 102.3      | Todo el día (Repetidora) Cadena Alegría.                     | Tropical/repetidora            |          |
| 102.9      | Master FM                                                    | Musical Retro                  |          |
| 103.9      | La 100 La 100 Rio Tercero                                    | Repetidora                     |          |
| 104.3      | Fm Tropical / Cadena3                                        | Cumbia Argentina / Repetidora  |          |
| 104.7      | Radio María                                                  | Repetidora/Católica            | R.María  |
| 105.3      | Tradición                                                    | Folclore Argentino/Tango       |          |
| 106.5      | FM Toro/ Rep. La Popu 92.3 (Cba).                            | Tropical/repetidora            |          |
| 106.9      | FM Sol                                                       | Musical/informativa            |          |
| 107.3      | Laser 107 (Repetidora) Radio Mitre Bs.As.                    | Repetidora                     |          |

### Historia de las emisoras de la ciudad
El 9 de septiembre de 1972 aparece en el dial la primera radio emisora de la ciudad en Amplitud Modulada llamada LV26 Radio Río Tercero, con una potencia de 5 kilovatios.
En el año 1991 FM Acuario que se convertía en la primera emisora en Frecuencia Modulada en la ciudad con su sintonía 107.9 que luego se denominó como FM Laser 107.1 en 1994, y en la misma década se incorpora al espacio radioeléctrico FM Libra 94.5 que apunta a una audiencia juvenil con programas de fórmula.
FM Libertad en 95.7 que fue la primera radio de la ciudad de religión evangélica.
En 1997 se suma FM Sol 100.1 y FM Toro 105.3 que luego cambia de frecuencia a 106.5.
Primer canal de televisión local (Canal Local) a través de IPTV inaugurado el 10 de abril de 2015 por la Cooperativa de Río Tercero, la red de IPTV se crea para satisfacer las necesidades de los usuarios llevando a sus hogares una grilla de canales de TV con tecnología HD, y mediados de los 90 también se instala Video Visión que luego cambia de nombre y pasa a llamarse Cable Visión que brinda servicio de televisión por cable con tecnología analógica y en la grilla local incluye el canal 2 de Río Tercero.